# Jak se zbavit přátel a zůstat úplně sám
Jak se zbavit přátel a zůstat úplně sám (v anglickém originále How to Lose Friends & Alienate People) je britská filmová komedie z roku 2008. Režisérem filmu je Robert B. Weide. Hlavní role ve filmu ztvárnili Simon Pegg, Kirsten Dunst, Megan Fox, Danny Huston a Gillian Andersonová.

## Obsazení
| Simon Pegg          | Sidney Young    |
| Kirsten Dunst       | Alison Olsen    |
| Megan Fox           | Sophie Maes     |
| Danny Huston        | Lawrence Maddox |
| Gillian Andersonová | Eleanor Johnson |
| Jeff Bridges        | Clayton Harding |
| Bill Paterson       | Richard Young   |
| Max Minghella       | Vincent Lepak   |
| Brian Austin Green  | sebe            |
| James Corden        | sebe            |
| Kate Winslet        | archivní záběry |
| Ricky Gervais       | archivní záběry |
| Daniel Craig        | archivní záběry |